# Veliki Cerovec
Veliki Cerovec je naselje v Občini Novo mesto.